# Expulsion des Polonais par l'Allemagne nazie

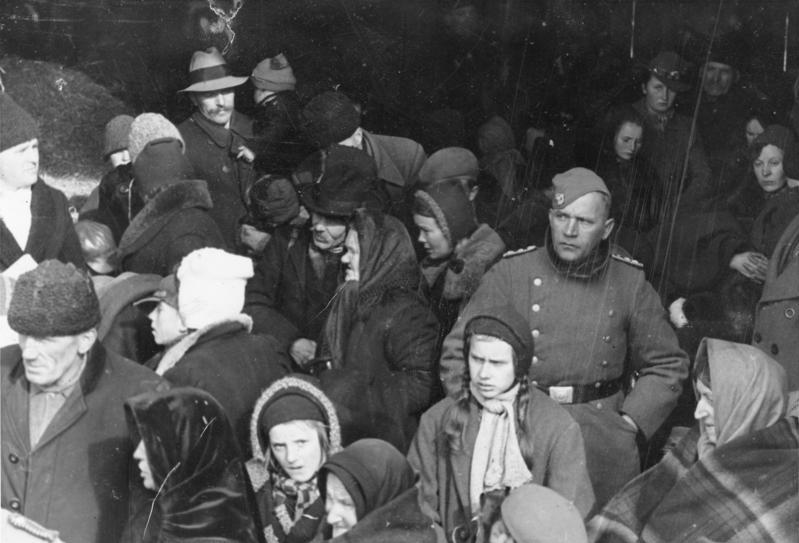
Polonais expulsés du Reichsgau Wartheland en 1939

L'expulsion des Polonais par l'Allemagne nazie entre 1939-1944 est une opération visant à vider la Pologne de sa population pour permettre l'installation de citoyens allemands dans le but d'une germanisation géopolitique (voir Lebensraum).

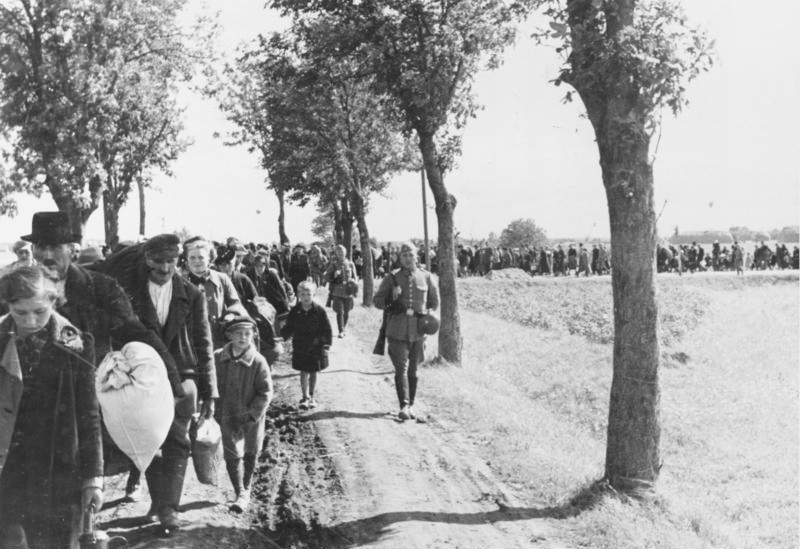
Après l'invasion, des Polonais sont conduits à leurs trains, dans le cadre du nettoyage ethnique de la Pologne occidentale annexée au Reich

Dans ses préparatifs d'avant guerre, Adolf Hitler avait déjà établi des plans pour la colonisation des territoires polonais situés aux frontières du Troisième Reich, pour les intégrer dans son nouveau Reichsgau Wartheland. Ses plans ont vite été dépassés pour inclure les territoires du Gouvernement général, afin d'en faire « dans les 15-20 ans, une zone purement allemande », comme expliqué par Hitler en mars 1941. « L'élimination de 15 millions de Polonais devrait permettre l'installation de 4 à 5 millions d'Allemands et faire de cette région une région aussi allemande que la Rhénanie ».

## Politiques raciales

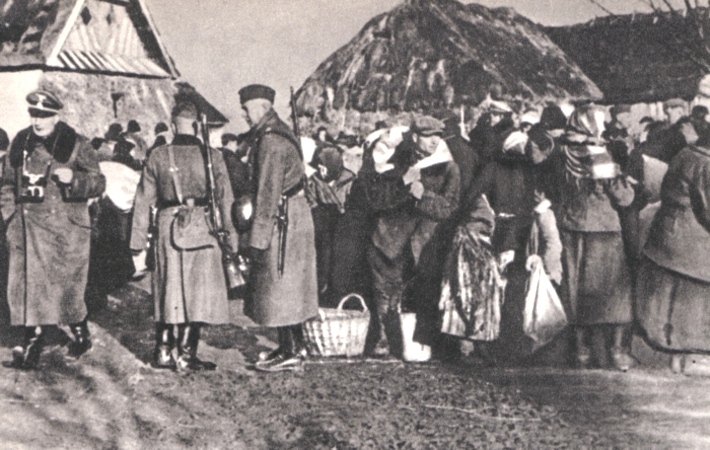
Expulsion de villageois polonais dans la région de Zamość en décembre 1942

Selon l'idéologie nazie, les Polonais sont considérés comme Untermenschen (sous-hommes), bons pour servir d'esclaves en attendant leur élimination. Dès lors, le Reichssicherheitshauptamt (Office central de la sécurité du Reich, abréviation : RSHA), travaille à l'élaboration du Generalplan Ost (schéma directeur pour l'Est), qui prévoit la déportation depuis l'Europe centrale et orientale vers l'ouest de la Sibérie, de 45 millions d'individus « non-germanisables », dont 31 millions « racialement indésirables » (100 % des Juifs, 85 % des Polonais, 75 % des Biélorusses et 65 % des Ukrainiens). Les 3 à 4 millions de paysans polonais restants, supposés « descendants polonisés » des colons et des migrants allemands (Walddeutsche (en), Prussiens...) - et donc considérés comme « racialement valables » - pourraient être germanisés et dispersés parmi la population allemande vivant désormais sur le sol autrefois polonais. La direction nazie espère parvenir à ses fins grâce aux expulsions, à la famine, aux exécutions de masse et au travail des esclaves. À toutes fins utiles, des expériences de stérilisation de masse sont également tentées dans les camps de concentration.

## Sources
- (en) Cet article est partiellement ou en totalité issu de l’article de Wikipédia en anglais intitulé « Expulsion of Poles by Nazi Germany » (voir la liste des auteurs).